# Francesco Ardolino
Francesco Ardolino (Roma, 1966) és un professor de la Universitat de Barcelona. Nascut a la capital italiana el 1966 es va doctorar en Filologia Catalana a la Universitat de Barcelona amb una tesi sobre Jordi Sarsanedas, l'any 2002. Actualment és professor agregat del Departament de Llengües i Literatures Modernes i d'Estudis Anglesos de la mateixa universitat i és membre de la coordinació del Màster Oficial CRIC.
S'ha especialitzat en l'estudi de les literatures italiana i catalana del segle xx, i ha traduït a l'italià obres de Pere Calders, Josep Palau i Fabre, Baltasar Porcel, Carme Riera, Jaume Cabré, Sebastià Alzamora i Susanna Rafart. També va treballar com a ajustador de diàlegs cinematogràfics amb sèries com I Fluppys.
Va ser un dels impulsors de la creació de la revista Haidé. Estudis maragallians, de la qual és codirector des de la seva fundació, l'any 2011. A banda de les seves contribucions sobre el poeta Joan Maragall, cal destacar el seu interès cap a les avantguardes i a la literatura postmoderna. És fundador i codirector de la revista de cultura contemporània Compàs d'amalgama.

## Publicacions
- 2004 El silenci de la paraula. Estudi sobre l'obra narrativa de Jordi Sarsanedas
- 2004 Dizionario dell'uso dei verbi italiani (juntament amb Ursula Bedogni)
- 2006 Una literatura entre el dogma i l'heretgia. Les influències de Dante en l'obra de Joan Maragall

A part dels llibres escrits per ell, també ha estat curador i/o coeditor de diverses obres:
- 2001 Federigo Tozzi, Bèsties
- 2004 Imparables (Antologia poètica)
- 2007 Dino Campana, Cants Òrfics
- 2007 Salvatore Quasimodo, Obra poètica
- 2007 Ten Dragons. The latest Sant Jordi Prizes (recull assagístic)
- 2009 Marco Polo, La descripció del món
- 2014 En eterna vigília. Tradició i compromís en l'obra de Iannis Ritsos

## Premis
- 2004 Premi de la Fundació Joan Maragall per Una literatura entre el dogma i l'heretgia. Les influències de Dante en l'obra de Joan Maragall. Aquest mateix estudi també va obtenir el 2007 el Premi Crítica Serra d'Or.[6]
- 2004 Premi Crítica Serra d'Or per La solitud de la paraula. Estudi sobre l'obra narrativa de Jordi Sarsanedas.